# 宗田研二
宗田研二（日语：／ Sōda Kenji，1948年2月12日—），山形县新庄市出身，日本前男子篮球运动员，毕业于中央大学。他曾代表日本参加1972年夏季奥运会男子篮球比赛。他也参加了1970年亚洲运动会，获得一枚铜牌。